# André Negrão
André Négrão, né le 17 juin 1992 à Campinas, est un pilote automobile brésilien.

## Carrière
En 2017, il intègre l'écurie Signatech-Alpine Matmut pour participer au championnat du monde d'endurance. Il pilote l'Alpine A470 no 35 en compagnie de Nelson Panciatici, Pierre Ragues à partir des 6 Heures de Spa,.
En juin 2018, alors qu'il participe aux 24 Heures du Mans pour Signatech Alpine, les voitures des écuries TDS Racing et G-Drive Racing sont déclarées non conformes à l'arrivée, puis déclassées après plusieurs mois d'attente ; ceci entraîne la première victoire de sa carrière aux 24 Heures du Mans en catégorie LMP2

## Résultats

### Championnat du monde d'endurance FIA (WEC)
| Saison | Châssis     | N° | Équipiers                       | SIL | SPA    | LMS | NÜR | MEX | CdA | FUJ | SHA | BAH | Pos     | Points |
| ------ | ----------- | -- | ------------------------------- | --- | ------ | --- | --- | --- | --- | --- | --- | --- | ------- | ------ |
| 2017   | Alpine A470 | 35 | Pierre Ragues Nelson Panciatici | DNS | 6 (12) |     |     |     |     |     |     |     | 9* (19) | 8*     |

### 24 heures du mans
| Année | Équipe                  | Coéquipiers                         | Voiture     | Catégorie | Tours | Pos. | Class Pos. |
| ----- | ----------------------- | ----------------------------------- | ----------- | --------- | ----- | ---- | ---------- |
| 2017  | Signatech Alpine Matmut | Nelson Panciatici Pierre Ragues     | Alpine A470 | LMP2      | 362   | 4e   | 3e         |
| 2018  | Signatech Alpine Matmut | Nicolas Lapierre Pierre Thiriet     | Alpine A470 | LMP2      | 367   | 5e   | Vainqueur  |
| 2019  | Signatech Alpine-Matmut | Nicolas Lapierre Pierre Thiriet     | Alpine A470 | LMP2      | 368   | 6e   | Vainqueur  |
| 2020  | Signatech Alpine ELF    | Thomas Laurent Pierre Ragues        | Alpine A470 | LMP2      | 367   | 8e   | 4e         |
| 2021  | Alpine ELF Matmut       | Nicolas Lapierre Matthieu Vaxiviere | Alpine A480 | Hypercar  | 367   | 3e   | 3e         |
| 2022  | Alpine ELF Matmut       | Nicolas Lapierre Matthieu Vaxiviere | Alpine A480 | Hypercar  | 362   | 23e  | 5e         |